# HD 190781
HD 190781，又名BD+47 3004，SAO 49152、HR 7684，是一颗恒星，视星等为6.16，位于銀經83.12，銀緯8.88，其B1900.0坐标为赤經20h 1m 29.2s，赤緯+47° 8.88′ 42″。